# Ever Palacios
Ever Antonio Palacios Palacios (Cali, 18 gennaio 1969) è un ex calciatore colombiano, di ruolo difensore.

## Carriera
Si è ritirato nel 2011, a 42 anni di età.

## Palmarès

### Club

#### Competizioni internazionali
- Coppa Merconorte: 2

Atletico Nacional: 1998, 2000